# Лит-печать

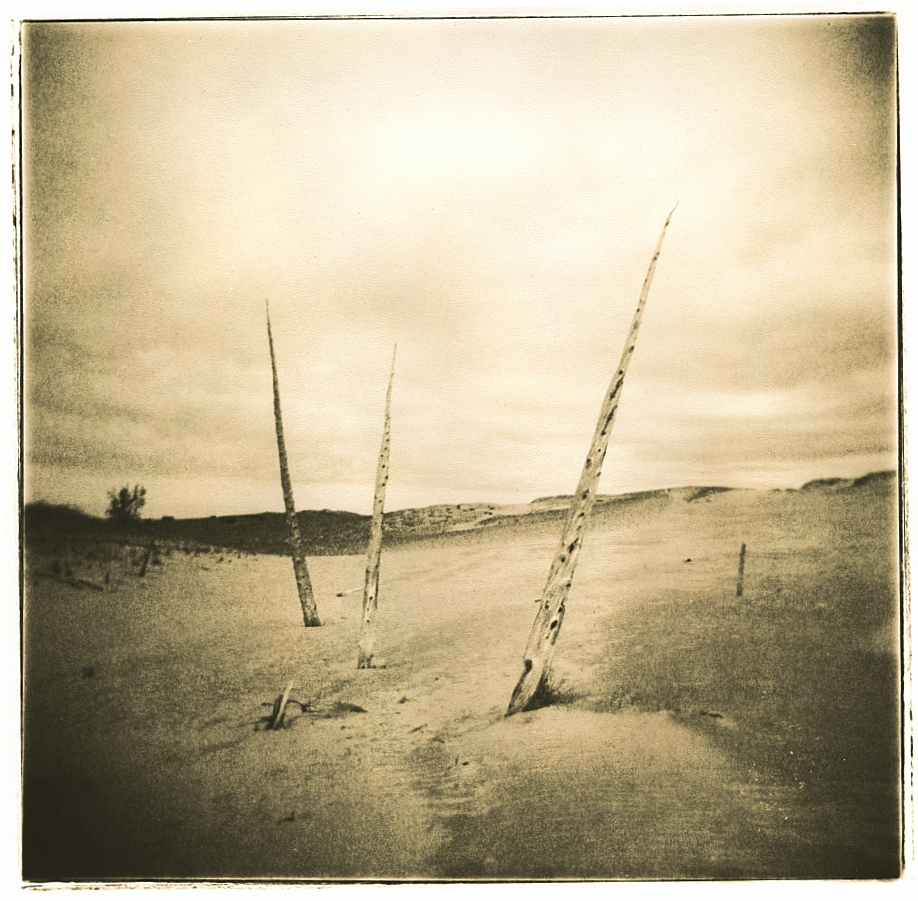
Пейзажный снимок, изготовленный методом лит-печати

Лит-печать — разновидность чёрно-белой фотопечати, основанная на использовании инфекционного проявления. В отличие от стандартного позитивного процесса, при котором проявление происходит до максимального контраста, лит-печать позволяет отдельно управлять плотностью теней и светов, получая уникальные художественные отпечатки. Кроме того, процесс позволяет управлять цветовым тоном отпечатка независимо от контроля полутонов.

## Особенности технологии
Лит-печать хорошо подходит для фотографий, сделанных нестандартным способом — пинхолом, моноклем, а также для инфракрасной фотографии и ломографии. В отличие от других альтернативных процессов, изобретённых на заре фотографии, лит-печать появилась в конце XX века благодаря распространению лит-проявителей для сверхконтрастных фототехнических плёнок. Совершенно случайно обнаружилось, что такие проявители пригодны для обработки фотобумаги после сильного разбавления. Особенностью таких проявителей является малая концентрация сульфита натрия при почти равном количестве гидрохинона, использующегося в качестве единственного проявляющего вещества. Процесс характеризуется длительным проявлением в течение 20—30 минут с последующим быстрым прерыванием с помощью стоп-ванны. В результате на отпечатке получаются плотные тени и прозрачные, малоконтрастные света́, а также характерная зернистость. Из-за чувствительности к особенностям конкретных эмульсий и быстрого истощения проявителя технология даёт плохую воспроизводимость результата, делая каждый отпечаток уникальным.